# KK Cedevita
O KK Cedevita também conhecido como Cedevita Zagreb é um clube profissional de basquetebol sediado na cidade de Zagreb, Croácia que disputa a Liga Croata de Basquetebol, Liga do Adriático e Eurocopa. 

## Uniformes
| Casa | Visitante |